# Ranní modlitba
Ranní modlitba (Morning Prayer, méně často Mattins) je spolu s večerní modlitbou jedna ze dvou denních modliteb anglikánské církve (podobně jako denní modlitba církve v římskokatolické církvi). Pro kněží je povinná, mohou se ji však modlit i laici. 
Je součástí Knihy společných modliteb (Book of Common Prayer), jejíž základní podobu vytvořil arcibiskup Thomas Cranmer v 17. století, účelem bylo přeložit, pro britské účely upravit, zjednodušit a sjednotit složité latinské rituály.
Vychází z římskokatolické potridentské denní modlitby církve, konkrétně z matutiny, laud a primy, ty byly však výrazně zjednodušeny - anglikánská denní modlitba obsahuje méně proměnlivých částí a ty jsou navíc pro každý rok shodné. 
Obvykle se skládá z:
- jednoho nebo několika biblických veršů, obvykle kajícného ladění,
- výzvy k pokání, vyznání hříchů a všeobecné absoluce,
- prvního Otčenáše,
- krátkého responsoria,
- Sláva Otci,
- žalmu 95 a jiného vybraného žalmu,
- starozákonního čtení,
- Te Deum laudamus, eventuálně Benedicite (Da 3, 56–88 (Kral, ČEP))
- novozákonního čtení,
- Zachariášova kantika (Lk 1, 68–79 (Kral, ČEP)) nebo žalmu 100,
- apoštolského vyznání víry,
- pozdravu "Pán s vámi"
- Kyrie,
- druhého Otčenáše,
- proseb o spásu, ochranu královny (či státu), spravedlivé kněžstvo, radost vyvoleného lidu, požehnání a dar Ducha svatého,
- kolekta (proměnlivá modlitba), modlitby za mír a za milost,
- hymnu,
- modlitby za panovníka, královskou rodinu, kněžstvo a církev,
- modlitby sv. Jana Zlatoústého,
- závěrečný verš 2Kor 13, 14 (Kral, ČEP)

Biblická čtení jsou zvolena tak, aby se v průběhu roku přečetla celá bible, čtení ze žalmů jsou uspořádána tak, aby byl v ranní i večerní modlitbě přečten celý žaltář v průběhu třiceti dnů (v únoru se poslední žalmy vynechávají, naopak v měsících, které mají 31 dnů, se 31. opakují žalmy z předchozího dne). O středách, pátcích a nedělích následuje ještě zvláštní litanie.